# Emre Yavuz (Fußballspieler)
Emre Yavuz (* 2. Februar 1992 in Suruç) ist ein türkischer Fußballspieler.

## Karriere
Yavuz kam in der Kreisstadt Suruç der Provinz Şanlıurfa auf die Welt. Später zog er mit seiner Familie in die Großstadt Gaziantep. Hier begann er mit dem Vereinsfußball in der Jugend von Gaziantepspor. Im April 2012 wurde er von seinem Verein mit einem Profivertrag ausgestattet, spielte aber weiterhin für die Reservemannschaft. 
Bereits zur neuen Spielzeit wechselte er zum Viertligisten İskenderunspor 1967. Hier spielte er bis zur Rückrunde in vier Ligapartien und einer Pokalbegegnung. Zur Rückrunde der Spielzeit 2012/13 wechselte er zur Mannschaft seiner Heimatprovinz, zum Zweitligisten Şanlıurfaspor. Im Sommer 2014 verließ er diesen Verein wieder. Seit 2015 spielt er im Amateurbereich.